# 篠原重一
篠原 重一（ しのはら しげかつ、? - 寛永13年1月30日（1636年3月7日））は、江戸時代前期の加賀藩士。人持組・篠原別家第3代当主。初名は六郎。通称は監物。別名、重孝。戒名は瑞雲院殿栄嶽呈繁居士。石高、3000石。家紋は左二つ巴。菩提寺は日蓮宗・立像寺（金沢市）。墓所は野田山墓地。
正室は今枝直恒（民部）の娘、顕性院殿華屋貞栄大姉。嫡男は、篠原別家第4代当主の篠原一致（正室は加賀八家・奥村易英の娘。継室は易英の嫡男・奥村和忠の娘）。

## 生涯
篠原一孝（17000石）の四男として生まれ、一孝の遺知のうち1000石を相続する。母は、一孝の継室・松齢院。兄・篠原一次（篠原別家第2代当主）の死に続いて、一次の継嗣となって10歳で家督を継いだ岩松（長兄・一由と保智姫の間に誕生した男子）も14歳で早逝。篠原別家（人持組頭・篠原出羽守家）は、15000石の家禄とともに一旦は断絶する。その篠原別家を2000石の加増を受け3000石となって継承したのが、篠原監物重一である。第3代当主・篠原重一から第12代当主篠原一貞までの人持組・篠原別家を岩松までの「篠原出羽守家（人持組頭）」と区別して、「篠原監物家」と通称されている。なお、屋敷一帯の場所は江戸時代を通じて「（篠原）出羽殿町」（現在の石川県立美術館などが所在する金沢市出羽町）と呼称された。また、菩提寺も曹洞宗・桃雲寺から日蓮宗・立像寺に変更された。日蓮宗への改宗に関しては、次のような乳母（めのと）に関する逸話がある。前田利常（母は、芳春院の侍女で後に利家の側室となった千代保・寿福院）の家督相続による新興勢力の台頭と譜代勢力の対立、家臣間の暗闘の中、一孝の子が次々に亡くなると「（重一が）長命に坐さば、日蓮宗に帰依せん」と言って、乳母が重一を抱いて立像寺にこもり、以後、日蓮宗・立像寺が菩提寺になった、というものである。一孝の前室・円智院が日蓮宗に帰依し、妙法寺（金沢市）の開基になっていたことも日蓮宗に親近感があったものと考えられる。寛永13年（1636年）1月30日病死。享年は、35歳前と思われ、決して長生ではなくむしろ早世であった。野田山墓地（篠原別家墓所）に葬られる。

## 篠原一孝-正室・円智院、継室・松齢院
円智院は、前田利家の養女（利家実弟・佐脇良之の娘）。円智院殿妙浄大姉。妙法寺（金沢市）の開基となる。現在、石川県指定文化財で安土桃山時代に描かれた「紙本著色圓智院妙浄画像（篠原一孝夫人画像）」（縦、61.0cm、横、35.8cm。妙法寺所蔵、石川県立美術館保管）が残されている。一孝の間に女子を設け、美濃国・大垣城主・伊藤盛正（図書）の正室となる。慶長3年（1598年）8月30日、死去。墓所、位牌とも妙法寺にある。
松齢院は、前田家草創期の最高実力者、青山吉次（佐渡守、17000石）の娘。母は前田利家の妹（寺西九兵衛の正室）の子で前田利長の養女・長寿院である。円智院他界後、前田利家の遺言（状）によって、一孝の後妻となる。最初は今石動城主・前田利秀（利家の末弟・前田秀継の子）に嫁ぎ、利秀が病死（早世）したため、篠原一孝と再婚した。一孝の確認し得る5人の男子は、松齢院との間にできたと言われている。しかし、配流となって慶長20年（1615年）に早世した嫡男・主膳一由（室は保智姫）を松齢院の子とすると享年、16歳以下で、保智姫より5歳ほど年下（それ自体は珍しいことではないが）となり、岩松の誕生、本阿弥光悦との交流や家臣間の暗闘の中、一方（譜代勢力）の頭目に担がれそうになるなど年齢的に不自然である。主膳一由（貞秀）は、円智院との間にできた男子と考えられる。前田宗家からの輿入れとなる保智姫（前田利家の九女）の夫（嫡男・主膳一由）が配流・早世では藩として都合が悪いのか、「諸氏系譜」では保智姫を二男・篠原一次の室とし、岩松（嫡男・一由と保智姫の間に誕生した男子）を一次の実子・虎之助として操作を行っている。円智院も利家の養女として前田宗家からの輿入れなのである。同様の理由から、篠原一由（主膳、貞秀）を松齢院の子として、藩が操作をしたものと考えられる。松齢院は、前田利常とも交流があり、混乱と危機にあった篠原別家を支えた。長生であり、承応3年（1654年）12月25日、死去。松齢院殿梅胤栄葩大姉。野田山墓地（篠原別家墓所）に葬られる。